# Protaetia guttulata
Protaetia guttulata är en skalbaggsart som beskrevs av Hermann Burmeister 1842. Protaetia guttulata ingår i släktet Protaetia och familjen Cetoniidae. Inga underarter finns listade i Catalogue of Life.